# Yip Man
Yip Man (Foshan, 1 oktober 1893 – Brits Hongkong, 2 december 1972) (jiaxiang: Guangdong, Nanhai, Luocunzhen), ook wel geschreven als Ip Man en ook wel bekend als Yip Kai-Man, was een Chinees vechtsporter. Hij had verscheidene leerlingen, waarvan acteur Bruce Lee de meest bekende is. Hij en Lee zijn tevens de meest bekende meesters van de Wing Chun-stijl.
Yip Man begon in zijn jeugd met het bestuderen van Wing Chun onder meester Chan Wah-shun. Hij bracht een deel van zijn jeugd door in Hongkong. In Hongkong was hij een leerling van meester Leung Bik. In 1917 keerde hij terug naar zijn geboorteplaats Foshan, waar hij voor de politie ging werken. In de jaren daarna leerde hij Wing Chun aan verschillende van zijn vrienden en collega's, hoewel hij officieel nog geen leraar was. Na de Chinese Burgeroorlog vertrok Yip opnieuw naar Hongkong, waar hij een eigen kungfuschool oprichtte. Een van zijn leerlingen was Bruce Lee. Lee werd sterk beïnvloed door zijn opleiding bij Yip Man, en zijn eigen vechtkunst Jeet kune do bevat verschillende kenmerken van Wing Chun. Lee zou door zijn films later wereldberoemd worden, en hij wordt wel gezien als de meest invloedrijke vechtkunstenaar aller tijden. Dit heeft geleid tot een grote bekendheid van Yip Man en Wing Chun.
Yip Man overleed op 79-jarige leeftijd aan hoofd- en halskanker.
Er zijn verschillende films over Yip Man gemaakt. Het meest bekend is de serie films getiteld Ip Man (2008), Ip Man 2 (2010), Ip Man 3 (2015) en Ip Man 4: The Finale (2019). De rol van Yip wordt in deze films gespeeld door vechtkunstenaar Donnie Yen. Andere films over Ip zijn onder andere Ip Man Chinchyun (2010) (ook wel bekend als The Legend Is Born: Ip Man of Ip Man Zero), The Grandmaster (2013) en Ip Man: Kung Fu Master (2019).